# 11336 Піранесі
11336 Піранесі (11336 Piranesi) — астероїд головного поясу, відкритий 14 липня 1996 року.
Тіссеранів параметр щодо Юпітера — 3,440.